# Joseph Friedrich Abert
Joseph Friedrich Abert, modernizado Josef Friedrich Abert, (Wurzburgo, 11 de junio de 1879 - ibid, 25 de octubre de 1959) fue un historiador y archivero alemán.

## Vida
Abert nació en Wurzburgo en 1879. Su tío era el arzobispo de Bamberga, Friedrich Philipp von Abert. Su padre, Joseph Alois Abert, era fabricante de muebles, magistrado y administrador de distrito. Estaba casado con Josefine Hauser. En 1898, Joseph Friedrich Abert se graduó de la escuela y pasó a estudiar historia en Wurzburgo y Múnich. En 1898/99 sirvió en Wurzburgo en el noveno regimiento de infantería y fue nombrado teniente en la reserva en 1905. En 1904 recibió su doctorado con una tesis sobre las capitulaciones electorales de los obispos de Wurzburgo. Comenzó su carrera como archivero, como becario en el Allgemeine Reichsarchiv de Múnich (1904). De 1908 a 1910 trabajó en los archivos de la familia Gräflich-Schönborn en Wiesentheid. En 1910 Abert fue a Neuburg an der Donau como asesor de Archivos del Reich y en 1911 a Wurzburgo.
Abert luchó como teniente en la Primera Guerra Mundial. Como miembro del Freikorps Epp, participó en la represión de la República Soviética de Baviera. De 1919 a 1926 dirigió el archivo de la ciudad de Wurzburgo y luego se convirtió en director del archivo estatal de Wurzburgo. En 1928 fue nombrado catedrático honorario. En 1930 se convirtió en archivero senior y en 1932 director de los archivos estatales. En Wurzburgo participó en el movimiento juvenil universitario Bergfried. Fue miembro de las SA y del NSDAP.
Abert era homosexual y vivía con el diseñador de producción cinematográfica Albrecht Becker. En 1935 fue detenido tras ser denunciado por los delitos contra el artículo 175 del Código penal y enviado a prisión. A pesar de su membresía en las SA y NSDAP, su estatus como funcionario fue revocado. Luego vivió durante algún tiempo en Roma, donde trabajó en el Instituto Histórico Alemán para el Repertorium Germanicum. En 1945 regresó a Wurzburgo. Murió en octubre de 1959.

## Conmemoración
En la exposición del Museo Imperial de la Guerra de Londres sobre el Holocausto, la persecución de Joseph Friedrich Abert y Albrecht Becker fue mostrada como un ejemplo de la persecución de homosexuales en el Tercer Reich, utilizando algunos de los documentos expuestos.

## Obra
- Die Wahlkapitulationen der Würzburger Bischöfe bis zum Ende des 17. Jahrhunderts, 1225-1698.Würzburg 1905.
- Aus Würzburgs Biedermeierzeit. Würzburg, 1950.
- Vom Mäzenatentum der Schönborn. 1950.
- Würzburgs Gang durch die Jahrhunderte. 1951.